# Boulder Dash III
Boulder Dash III, chiamato anche Professional Boulder Dash III nella documentazione, è un videogioco rompicapo d'azione, terzo della serie di Boulder Dash, pubblicato nel 1986 per i computer Amstrad CPC, Commodore 64 e ZX Spectrum dall'azienda svedese American Action AB. Il funzionamento del gioco è praticamente lo stesso dei precedenti Boulder Dash, ma con ambientazione spaziale. Sebbene mancasse di originalità, ricevette generalmente giudizi positivi dalla critica europea.
Questo capitolo della serie non fu progettato da Peter Liepa o dalla First Star Software come gli altri, ma venne sviluppato per iniziativa della American Action, che si accordò con la First Star per renderlo una pubblicazione ufficiale.
Esiste anche una conversione non ufficiale per Atari 8-bit realizzata nel 2007.

## Modalità di gioco
Il funzionamento generale del gioco è lo stesso di Boulder Dash (vedi); in breve, si controlla il personaggio Rockford che si muove scavando dentro caverne bidimensionali, fa crollare pericolosi massi quando toglie il terreno sotto di essi, raccoglie diamanti, e deve affrontare creature nemiche e altri elementi speciali.
In Boulder Dash III Rockford è rappresentato in tuta spaziale e la terra è sostituita da placche metalliche, che una volta rimosse rivelano come sfondo il vuoto spaziale.
I due classici nemici di Boulder Dash sono sostituiti da bocche e occhi animati, ma a parte l'estetica mantengono lo stesso comportamento. Allo stesso modo l'ameba è sostituita dal "monolito" e si può ritrovare il muro magico che trasforma le rocce in diamanti, mentre i pochi elementi introdotti in Boulder Dash II non sono presenti in questo capitolo.
I livelli sono completamente nuovi e piuttosto impegnativi. Come nei due giochi precedenti, ci sono in totale 20 livelli, di cui 16 normali, ciascuno ampio circa come quattro schermi, e 4 livelli bonus di intermezzo, più piccoli. In questi ultimi non si perdono vite, ma se ne può vincere una completandoli con successo. Entro certi limiti si può scegliere da quale livello iniziare, e si può selezionare tra 5 difficoltà generali.